# شیرین‌سو (لنکران)
شیرین‌سو 
(به تالشی: Šinəov) (به لاتین: Şirinsu) یک منطقه مسکونی در جمهوری آذربایجان است که در شهرستان لنکران و در دهیاری لیمان واقع شده‌است.

## ریشه واژه
شیرین‌سو در زبان ترکی آذربایجانی به‌معنای آب شیرین است، گرچه این روستا در ناحیه تالش‌نشین جمهوری آذربایجان واقع شده‌است، نام آن پس از تشکیل جمهوری سوسیالیستی آذربایجان در نقشه‌ها ذکر شده‌است. دلیل نامگذاری آن وجود چاه آب شیرین در این ناحیه بوده و چون در اطراف آن ارتفاع سطح زمین از سطح آب دریا پایین‌تر است چاه‌های آب شور فراوان است و این ناحیه از لحاظ داشتن چاه آب شیرین دارای اهمیت بوده است.